# Miyake Setsurei

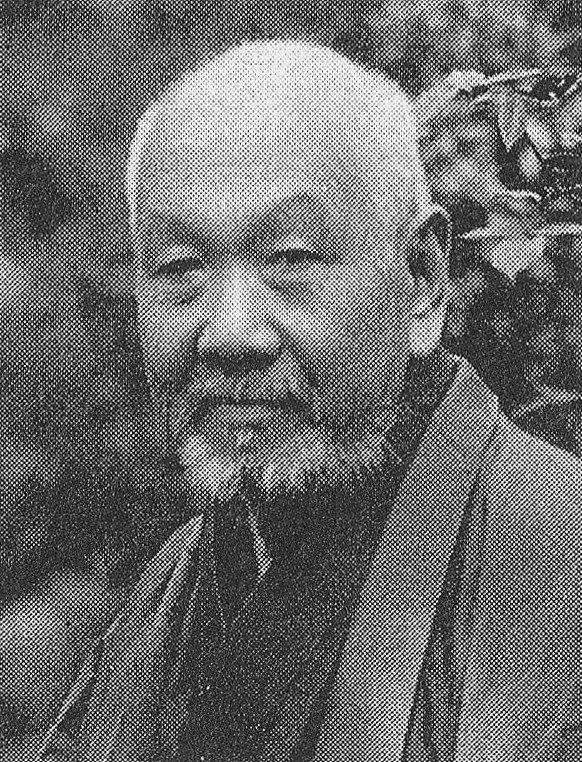
Miyake Setsurei

Miyake Setsurei (japanisch 三宅 雪嶺, eigentlicher Name: Miyake Yūjirō (三宅 雄二郎); geb. 7. Juli 1860 in Kanazawa; gest. 29. November 1945) war ein japanischer Journalist und politischer Denker während der Meiji-, Taishō- und Shōwa-Zeit.

## Leben und Werk
Miyake Setsurei wurde als Samurai in Kanazawa geboren. Nachdem er 1883 die Universität Tokio im Fach Philosophie absolviert hatte, arbeitet er kurz in der Verwaltung. Ab 1887 arbeitete er als Journalist und 1888 gründete er mit Mitstreitern die „Gesellschaft für politische Erziehung“ (政教社, Seikōsha) und die dazugehörende Zeitschrift „Der Japaner“ (日本人, Nihonjin).
Miyake interessierte sich für Politik und kritisierte das „Hanbatsu-System“ (藩閥), also die Verteilung von staatlichen Posten auf Grund der regionalen Herkunft, also des Han des Bewerbers. Er nahm in den 1880er Jahren aktiv an der Politik teil, zog sich dann aber enttäuscht zurück und konzentrierte sich auf des Schreiben, auf den Journalismus. 
Philosophische war Miyake „japanistisch“ eingestellt. So kritisierte er die nach seiner Einschätzung zu unreflektierten  Übernahme des „Westlichen Profitstrebens“, wie es sich in der durch das Ashio-Kupferbergwerk verursachte Umweltzerstörung zeigte. Er forderte eine stärkere Bewahrung der traditionellen japanischen Kultur und warb für einen eigenen Weg in die Zukunft.
Miyaka war Ultranationalist (国粋主義者, Kokusui shugisha), der auf ein starkes, unabhängiges Japan hoffte. Er schrieb viel und seine Analysen des Vorkriegsjapans sind wichtige historische Quellen. – Er war mit der Schriftstellerin Miyake Kaho verheiratet und war der Schwiegervater von Nakano Seigō, den er sehr beeinflusste. 1943 erhielt er den Kulturorden.

### Werke (Auswahl)
- 宇宙 (Uchū): „Das Universum“; 1909.
- 同時代史 (Dōjidai-shi): „Geschichte der Gegenwart“; 6 Bände, 1949 bis 1954.